# Capela funerară „Nașterea Sf. Ioan Botezătorul” din Ștefănești

„Capela funerară „Nașterea Sf. Ioan Botezătorul” (cunoscută și ca Biserica Brătienilor) este o veche capelă de rit ortodox din orașul Ștefănești, județul Argeș, datând din anul 1912, a fost construită pe domeniul conacului Brătianu. Servește drept cavou al familiei Brătianu.
A fost inclusă pe Lista monumentelor istorice din județul Argeș, având codul de clasificare AG-II-m-A-13805.02. 